# 核兵器廃絶・平和建設国民会議
核兵器廃絶・平和建設国民会議（かくへいきはいぜつ・へいわけんせつこくみんかいぎ）は、1961年に結成された反核・平和運動を唱える市民団体。略称はKAKKIN（かっきん）。原水爆禁止日本協議会（原水協）から、民社党・全日本労働組合会議系が脱退し、核兵器禁止平和建設国民会議（核禁会議）として結成された。初代議長は松下正寿。2014年1月に現在の名称に変更した。
現在の議長は渡邊啓貴、専務理事は高橋了、事務局長は岩附宏幸。

## 沿革

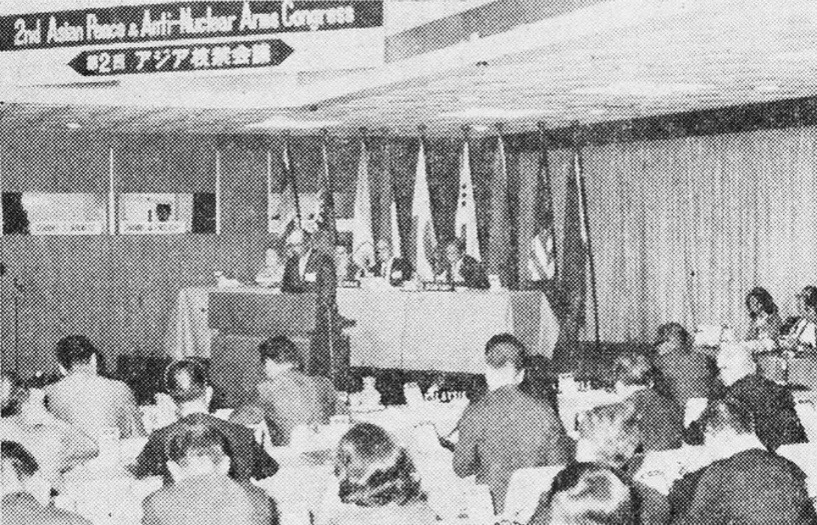
1967年7月28日、核禁会議主催の第2回「アジア核禁会議」が東京プリンスホテルで開幕した。

1961年8月15日、「核兵器禁止・平和建設国民大会」が東京都体育館で開催。当時の日本最大の反核・平和運動団体である原水爆禁止日本協議会（原水協）の方針に異を唱える民社党、全日本労働組合会議（全労会議）系労組、自民党系の女性団体「全日本婦人連盟」代表ら1万人が参加した。「第2原水協」の初集会とされる。
同年11月15日、原水協から分裂し、「核兵器禁止平和建設国民会議」（核禁会議）として正式に発足。議長に松下正寿、副議長に和田春生、平林たい子、桶谷繁雄、若原譲の4人、事務局長に寒河江善秋が選出された。当初から自民党は友好的な態度を示し、日本青年館で開かれた結成大会には池田勇人首相が党総裁としてメッセージを送った。
成立の経緯から、核禁会議は民社党、および全日本労働総同盟（1964年設立）による支援を受け、いわゆる「民社・同盟ブロック」の一員として行動した。従って、日本共産党・全国労働組合総連合（全労連）との関係を深めた原水協や、ここから分裂して日本社会党・日本労働組合総評議会（総評）とのつながりを密接にした原水爆禁止日本国民会議（原水禁）とは対立し、核禁会議は原水協・原水禁が開催する原水爆禁止世界大会には参加せず、独自の集会で自らの主張を訴えていた。
1966年7月28日から29日にかけて、第1回アジア核禁会議を東京プリンスホテルで開催。核禁会議が、原水協と原水禁に対抗して初めて開いた国際会議だった。10か国37人の海外代表を含め約50人が参加した。
1967年2月24日、民社党と自由民主党は同年4月の東京都知事選挙に向けて、松下正寿を共同推薦することを決定した。松下の選挙母体である都政懇談会の事務局長には核禁会議専務理事の紀平行雄が就いた。松下は社共推薦の美濃部亮吉に小差で敗れた。
1987年に同盟が日本労働組合総連合会（連合）に改組され、さらに民社党が紆余曲折を経て民主党の一部になる（民社協会）と、原水禁との協力を模索する動きが生まれた。そして、2005年から連合を交えた3者主催で広島・長崎で「平和集会」を開くなど、核兵器廃絶という点では3者による共同行動を行った。
しかし、2011年3月11日に福島第一原子力発電所事故が起こると、原子力の平和利用（原発推進）を引き続き主張する核禁会議と、脱原発の主張を強める原水禁の対立が再び激しくなった。同年の平和大会では、核禁会議の大山耕輔副議長は原発事故に触れず、「原発はどうしたんだ」と野次られる一幕もあった。さらに2012年の平和大会では、原水禁の川野浩一議長が、挨拶文に「核と人類は共存できない」との文言を入れたことなどに反発。川野の挨拶は予定どおり行われたが、同年10月、核禁会議は連合に対し、川野を「原子力政策に関わる考え方を一方的に述べ、大会趣旨から逸脱した」と批判し、「今後3団体で平和大会を開催するのは困難」と申し入れた。
その結果、2013年の平和大会は連合単独主催となり、核禁会議・原水禁は共催に退くことになった。核禁会議の鎌滝博雄専務理事は『毎日新聞』の取材に対し、「世界に核兵器廃絶を主張する集会を連合が中心となって開くように求めてきた。原発について（原水禁との）立場が明確に違い、これまでの平和大会はいい形ではなかった」と述べた。（#主張の内容も参照）
2014年1月に開催した第54回全国代表者会議で、組織の名称を「核兵器禁止平和建設国民会議」（略称・核禁会議）から「核兵器廃絶・平和建設国民会議」（同・KAKKIN）へ変更した。1961年の結成から53年が経過し、核廃絶へ向けた国内外の基本問題等にも関与し、その克服に取り組むためとしている。

## 主張の内容
発足当初から、広島・長崎への核攻撃を実行したアメリカ合衆国だけではなく、全ての国の核武装に対して反対するという姿勢を見せている。これは原水協の内部に社会主義国のソ連や中華人民共和国の核武装や核実験に対して容認する動きがあったことと対比されるものだが、一方で民社党や同盟と反共主義を共有する手前、在日米軍の存在を支持するのは反核団体にあるまじきアメリカの核戦略追認だという批判もなされている。
また、核兵器反対を訴えながら“平和のための原子力”を認め、原子力発電の推進を打ち出しているのが、他の反核・平和団体との違いである。原子力発電への反対を明確に示す原水禁との対立は避けられなかった。この方針は、東日本大震災・福島第一原子力発電所事故以降も基本的に堅持されている。また、KAKKINは今でも連合内の旧同盟系組合との結びつきが強い。

## 参加団体
- 日本労働会館
- 富士社会教育センター
- ユーアイネット
- 全国繊維化学食品流通サービス一般労働組合同盟
- 全国電力関連産業労働組合総連合
- 日本基幹産業労働組合連合会
- 全日産・一般業種労働組合連合会
- 全国交通運輸労働組合総連合
- 三菱自動車工業労働組合
- 東芝労働組合
- 日立製作所労働組合
- 三菱重工グループ労働組合連合会
- IHI労働組合連合会
- 凸版印刷労働組合
- 社会保険診療報酬支払基金労働組合
- 味の素労働組合
- 日本原子力研究開発労働組合
- 川崎重工労働組合
- スズキ関連労働組合連合会
- SUBARU関連労働組合連合会
- ダイハツ労働組合
- 日野自動車関連労働組合
- ヤマハ労働組合連合会
- 全日本森林林業木材関連産業労働組合連合会
- 三井E&S労働組合連合会
- 住友重機械労働組合連合会
- 三菱ふそう労働組合
- 全国いすゞ自動車関連労働組合連合会